# 160

## Nașteri
- dată necunoscută: Tertulian  (d. 220)
- dată necunoscută: Guan Yu  (d. 219)
- dată necunoscută: Sextus Julius Africanus  (d. 240)

## Decese
- Marcion, întemeietorul unui curent creștin cu influențe gnostice (n. 100)